# Lecsó
A lecsó a hagyományos, híres, 20. századi magyar ételklasszikusok közé tartozik. Habár a lecsó balkáni rokonsággal is rendelkező étel, ma a magyar gasztronómia egyik alappillérének tartják. A nógrádi tájszóként keletkezett lecsó más szavainkhoz hasonlóan (csákó, gulyás, hajdú, huszár, kocsi, puli, sujtás) nemzetközi karriert futott be. A lecsó szót az 1920-as évektől, a lecsó konzervek tömeges megjelenésével (Letcho zsiros lecsó az Első Magyar Conserv Gyártól) konzerveinkkel együtt exportáltuk. A lecsó zöldségragu, tulajdonképpen egyfajta paradicsom-paprika „pörkölt”. Krúdy Gyula szerint nyáron paprikát és paradicsomot, télen azonban lecsót kell enni. Magyarországon a legtöbb publikált recept szerint a legáltalánosabb módon elkészített lecsó az egy rész makói vöröshagymát (hungarikum), két rész érett paradicsomot és négy rész roppanós, fehér húsú cecei zöldpaprikát (hungarikum) tartalmazó változat. Az úgynevezett konzerv „natúr lecsó” azonban csak paprikát és paradicsomot tartalmaz.
Fehér Béla író megfogalmazása szerint „a lecsó a magyar gasztronómia mezítlábas gyalogosa”.

## Története
Az újvilágból származó paprika és paradicsom török közvetítéssel jutott a Balkánon át Magyarországra. Bár adná magát, hogy a török gotit és a belőle kialakult menement tekintsük az elődjének, ugyanakkor a török hódoltság és a lecsó megjelenése között eltelt több száz év miatt ez mégis valószínűtlen. Az 1870-es évektől itt megtelepedett bolgárkertészeknek volt egy jellegzetes étele, amit szabad tűzön sült paprikából, paradicsomból, esetleg más, aktuálisan beérett zöldségből készítettek. 1902-ben A Hét című folyóirat megjelentetett egy szakácskönyvet, "A Hét szakácskönyve" címmel. Ebben szerepel egy recept „Rácz Omácska” néven. Az omácska egyes szláv nyelvekben mártást, szószt jelent. A recept paprikát és paradicsomot főz össze darabos mártássá. 1924-ben, az 1895-ben Weiss Manfréd és Bertold által alapított Első Magyar Konzerv- és Ércárugyár, az általa bejegyeztetett Globus márkanév alatt már exportált lecsót. Az 1931-ben újrakötött, 1922-es osztrák-magyar kereskedelmi egyezmény kiegészítésének „A” függeléke szó szerint említi a lecsót: "Paradicsomkonzervként kezelendők a légmentesen elzárt ugynevezett lecsóval, azaz paradicsomból, hagymából és paprikából készült salátakeverékkel megtöltött tartályok." Ugyanitt található először németes írásmóddal leírva a Letscho szó. Eisemann Mihály 1932-ben a Magyar Színházban bemutatott Egy csók és más semmi című operettjének "Lecsó, lecsó, lecsókolom a rúzst rólad" kezdetű dalában énekelnek róla. Karinthy Frigyes 1936-ban a Nevető betegek című kötetében, "Skarlát" címen megjelent novellájában, gyerekkora kedvenc ételeként ír a "lecsós kolbász, belévert tojással, és juhtúrós galuska"-ról. 
Szakácskönyvben megjelent recept „lecsó” néven a '30-as évek elejéig nem ismert. Első receptjeit 1931-ben egyszerre két helyen is közlik. Az Új Idők Receptkönyve a „lecsó télire” receptjét, a Magyar Szakács című lap pedig a bácskai lecsót ismerteti. A szó első előfordulása diósjenői tájszóként, lëcső, lëcsó = zöldpaprika paradicsommal alakban, a Magyar Nyelv folyóirat, 10. évfolyamának 1914-es számában jelent meg, Horváth Sándor gyűjtésében. Egyes szakértők szerint a szó az onnét alig 20 kilométerre található Kistompa szlovák-ajkú lakossága által használt všeličo (vegyes, mindenféle) kifejezés elferdült változata. Bár az 1870-es években zöldpaprikát és paradicsomot is ismerték és főzték, lecsóhoz mérten nagy mennyiségben, csak a már említett bolgárkertészek dunakeszi tevékenységének az 1880-as évekbeli felfutása után volt kapható. A fentiek alapján valószínűsíthető, hogy a pesti középosztály házainál munkát vállaló nógrádi szakácsnők révén terjedt el, először a fővárosban, majd – részben a konzerviparnak köszönhetően – országosan.

## Hozzávalók

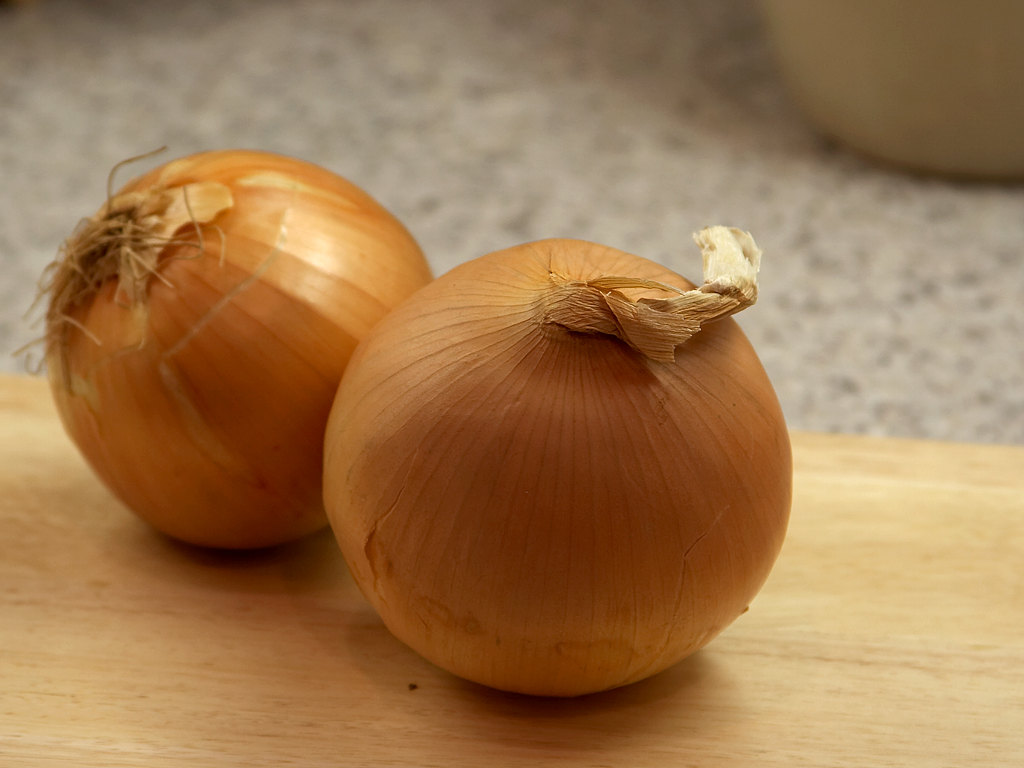
Makói vöröshagyma
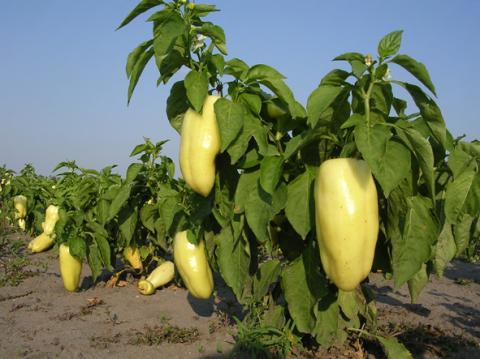
Fehér húsú, roppanós magyar cecei zöldpaprika
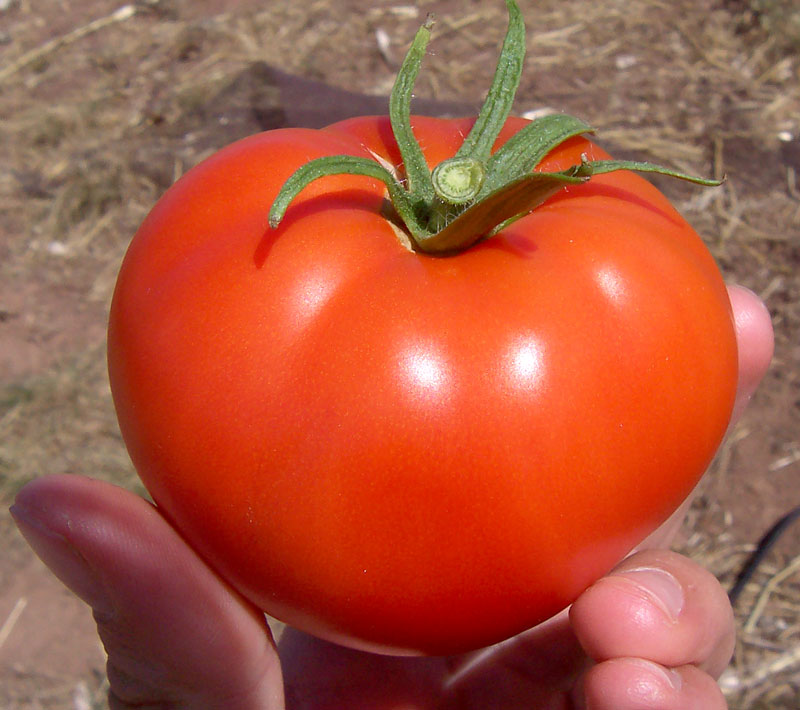
Lédús, érett paradicsom
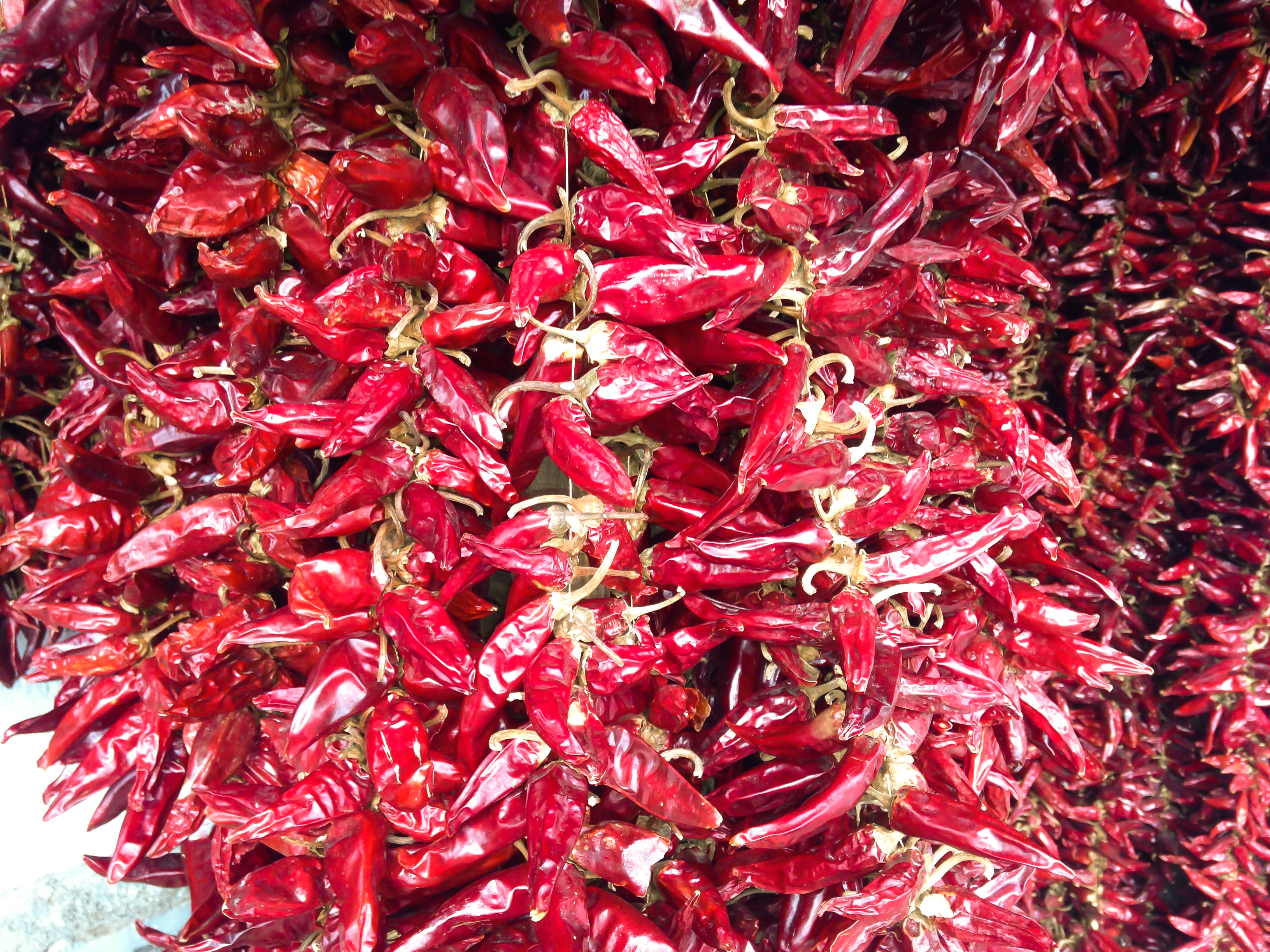

## Elkészítési mód
Mind az összetevők aránya, mind a vágás módja egyéni preferencia kérdése. Évtizedek óta szekták vitatkoznak rajta. A pödrődő paradicsomhéj elkerülése érdekében érdemes a paradicsomot meghámozni. A hosszában vágott hagyma és paprika jobban megőrzi a tartását. A hosszan készült, vastagabb húsú paprika pépesebb alapot ad, míg a vékony húsú fajták rövidebb hőkezeléssel feszesebb, roppanósabb állagúra készíthetők. A füstölt szalonna adta füstös íz is opcionális. A paradicsom nélküli változat a "fehér lecsó". Szokták az alapanyagokat egyenként hőkezelni és a végén egyesíteni, vagy akár rétegezve, sütőben is készíteni. Főzik bográcsban szabad tűzön, serpenyőben, fazékban tűzhelyen, cserépedényben kemencében és üvegben dunsztolva is. A fokhagyma és pirospaprika egyesek számára nélkülözhetetlen, míg mások számára szentségtörés. A csúcsgasztronómiában gyakran készül "dekonstruált" lecsó, ahol az egyes összetevők rendkívüli gonddal, külön-külön készülnek és külön-külön kerülnek tálalásra is.

## Változatok

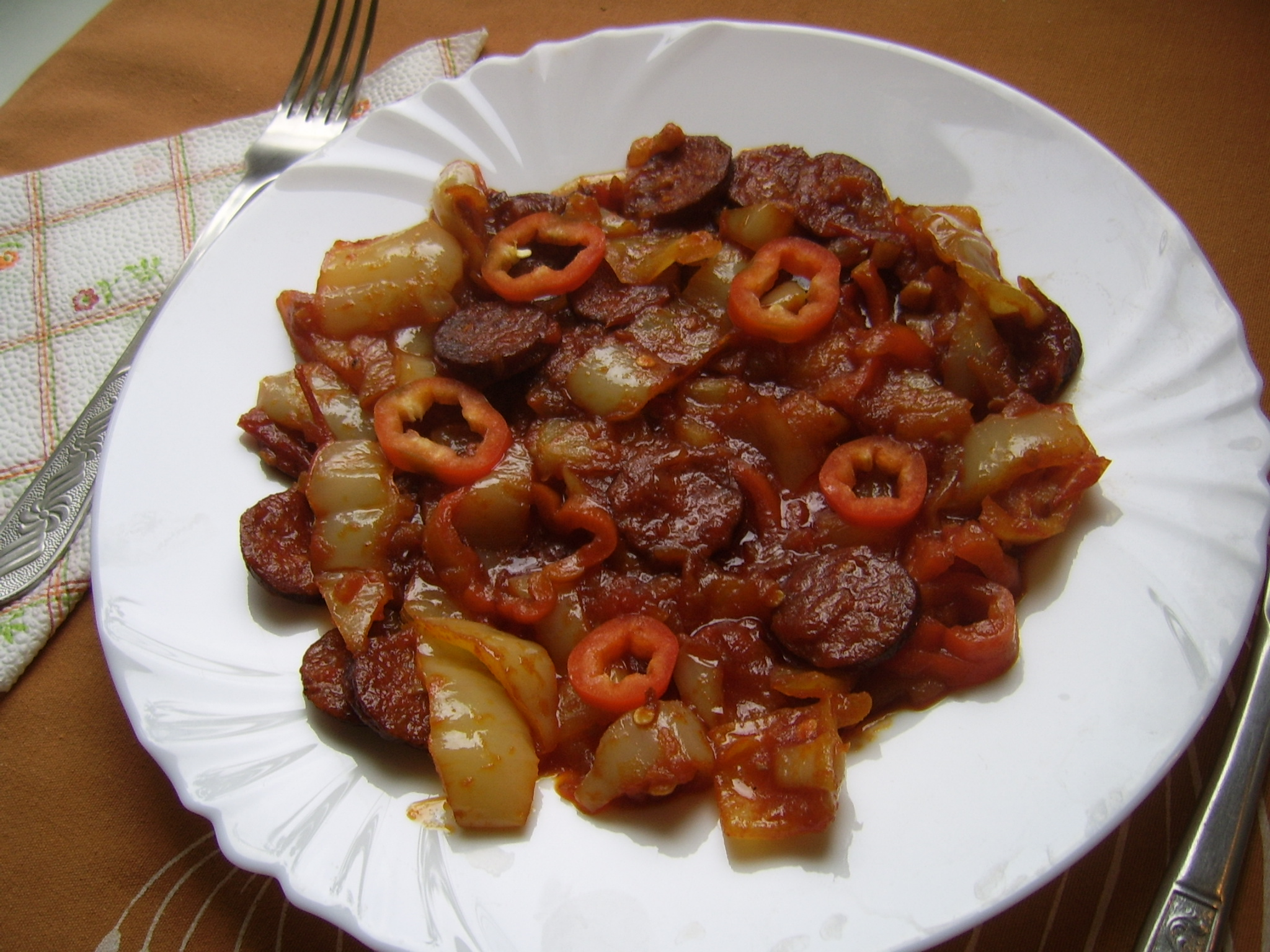
Kolbászos lecsó

- Kolbászos lecsó: karikára vágott lecsókolbászt bármikor, de a füstölt kolbászt csak a főzési idő utolsó harmadában adják hozzá, mert különben nagyon keményre fő.[20]
- Csípős lecsó: bármely lecsóhoz alkalmazható, aki szereti az erőspaprikát.
- Tejfölös lecsó:  a szokásos módon elkészített lecsóhoz tejfölt is adnak.
- Szalonnás lecsó: a lassú tűzön kisütött szalonna zsírján készítik a lecsót, a sültszalonna is belefőzhető.
- Virslis lecsó: a virslit lehet karikákra vágva, vagy egészben együtt főzni a lecsóval.
- Rizses lecsó: a már majdnem teljesen elkészült lecsóhoz olajban előpirított fehér rizst tesznek, amely a lecsó szaftjában főzve puhul meg teljesen.

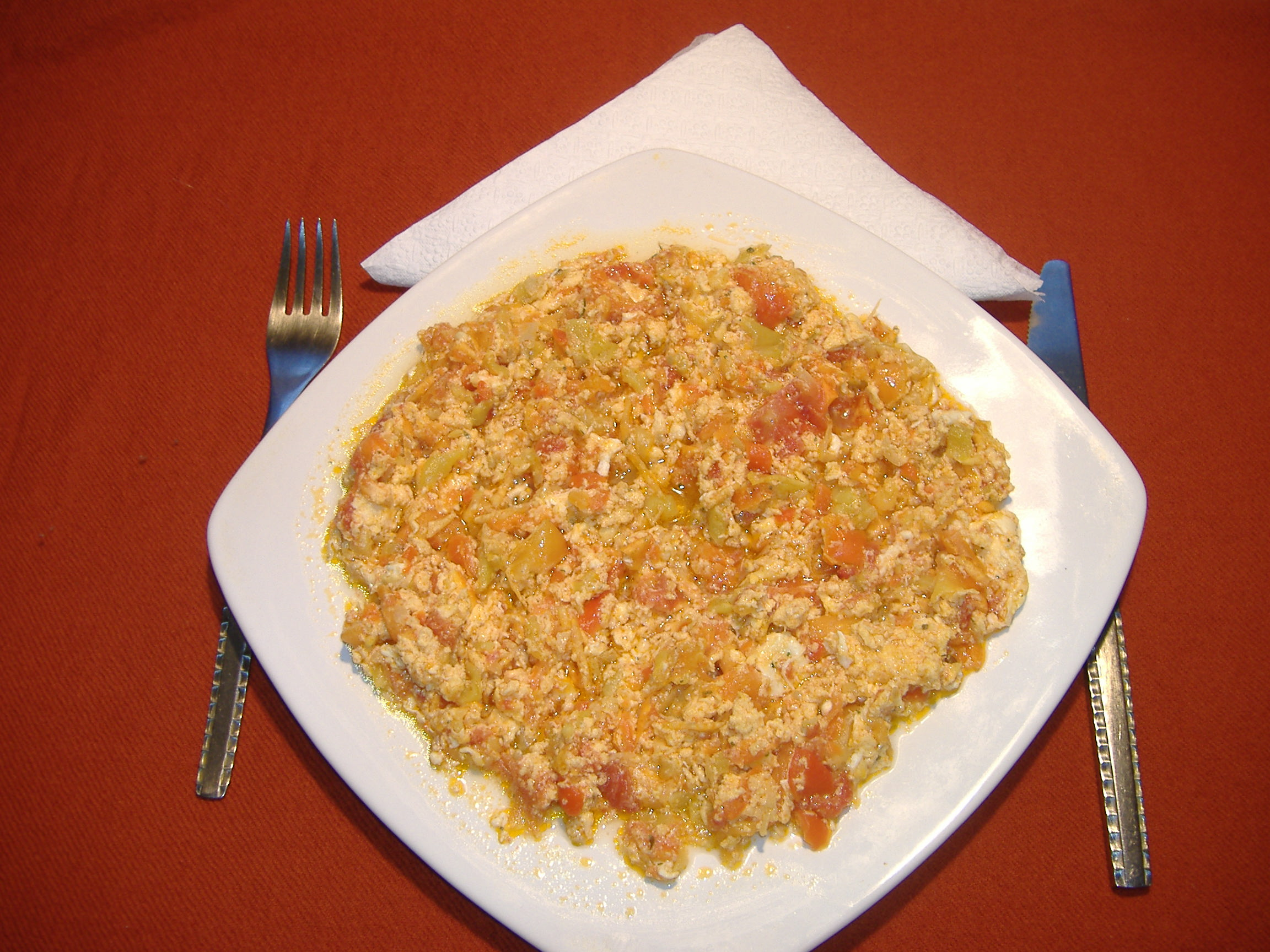
Egy tányér tojásos lecsó

- Tojásos lecsó: a kész, de még forró lecsóhoz külön tányérban felvert tojást adnak, majd néhány percet tovább sütik/főzik.
- Krumplis lecsó: a burgonyát megtisztítás után vékony szeletekre vágják, és már a főzés kezdetén hozzáadják, így nem kell előfőzni.
- Tarhonyás lecsó:  a tarhonyát zsíron pirítják, majd hozzáadják a lecsó alapanyagait, kevés vizet és lassú tűzön a tarhonya puhulásáig főzik.
- Gombás lecsó: többféle módon készítik, de mindig a gombát kell előbb puhára főzni, majd a lecsó hozzávalóit a már majdnem kész gombához adják, és készre főzik.
- Babos lecsó: előfőzött babot adnak a lecsóhoz és együtt készre főzik.
- Zöldbabos lecsó: zöldbabbal is készíthető, de akkor nem kell előfőzni, hanem együtt kell feltenni kevés vízzel.
- Sülysápi shakshouka: titkos recept, a helyi sütizőben talán ismerik eredetét és a speciális hozzávalókat

A fenti lecsóváltozatok számtalan módon variálhatóak, függően attól, hogy milyen alapanyag található éppen a hűtőszekrényben. A vöröshagyma, paprika és paradicsom szeletelésének módja, arányai is változatosak lehetnek. A lecsóalapot többféle feltéthez, mint rizs vagy burgonyaköret kiegészítőjét kínálják (pl. sült libamájhoz, sült tarjához, de illik néhány vadhúsból készült ételhez is).

## Más nemzetek konyháiban
| név         | konyha        | leírás |
| ----------- | ------------- | --- |
| piperade    | bolgár        | Baszk változat tojással. |
| mish mash   | bolgár        | Feta sajttal |
| zakuszka    | erdélyi román | Padlizsánnal, babbal, fűszerekkel sült krémes köret. Télire üvegben szokták eltenni.                                         |
| ratatouille | francia       | Olívaolajon indítják, a paprika és a paradicsom mellé cukkinit és padlizsánt is raknak bele, de akár gomba is kerülhet bele. |
| briani      | görög         | Tepsiben készül, a zöldségeken kívül vörösbor, menta, bazsalikom, oregano, petrezselyem, rozmaring és kapribogyó van benne.  |
| spetzofai   | görög         | A megszokott alapanyagokon túl kolbász, egy üveg vörösbor és babérlevél is kell bele.                                        |
| ajvár       | horvát szerb  | Paprikából, padlizsánból és fokhagymából készített köret.                                                                    |
| duvec       | horvát szerb  | Rizses változat, köretként tálalják.                                                                                         |
| sataraš     | horvát szerb  | |
| shakshuka   | izraeli       | Erőspaprikával és római köménnyel                                                                                            |
| peperonata  | olasz         | Olívaolajjal, kápia és kaliforniai paprikával, bazsalikommal, parmezánnal.                                                   |
| menemen     | török         | Fokhagymával és kakukkfűvel, tükörtojással.                                                                                  |

## Lecsókolbász
Bár a kolbászos lecsó alatt a legtöbben paprikás lángolt- vagy szárazkolbásszal készült ételt értenek, létezik "lecsókolbász" is, (egyik gúnyneve "fradi kolbász" azaz "mindent bele"), ami egy ömlesztett húsipari készítmény. A magyar szocializmus fénykorában az ára után (2 forint tíz deka) kétforintos kolbásznak, vagy henteskolbásznak is nevezték és a legtöbb hentesnél főtt-kolbászként is kapható volt. A lecsókolbász összetevői: sertéshús, gyártási szalonna, víz, sertésbőrke, konyhasó, burgonyakeményítő, szójaliszt, hagyományos fűszerek, ízfokozó (E621), természetazonos aromák (E316, E250).

## Lecsófesztiválok
Az ország első lecsófesztiválját Székesfehérvárott rendezték 2004-ben, amely azóta is a legnagyobb ilyen rendezvény az országban. A Fehérvári Lecsófőző Vigasság keretében minden év szeptemberében több mint 600-an készítenek lecsót a több kilométeres hosszúságban lezárt utcákon hömpölygő tömeg közepette.  2005 óta Balatonkenesén is minden év augusztusában megtartják a Lecsófesztivált. Tartanak lecsófesztivált Szentesen, Gyömrőn és Nagykállón is.

## Lecsó a magyar irodalomban

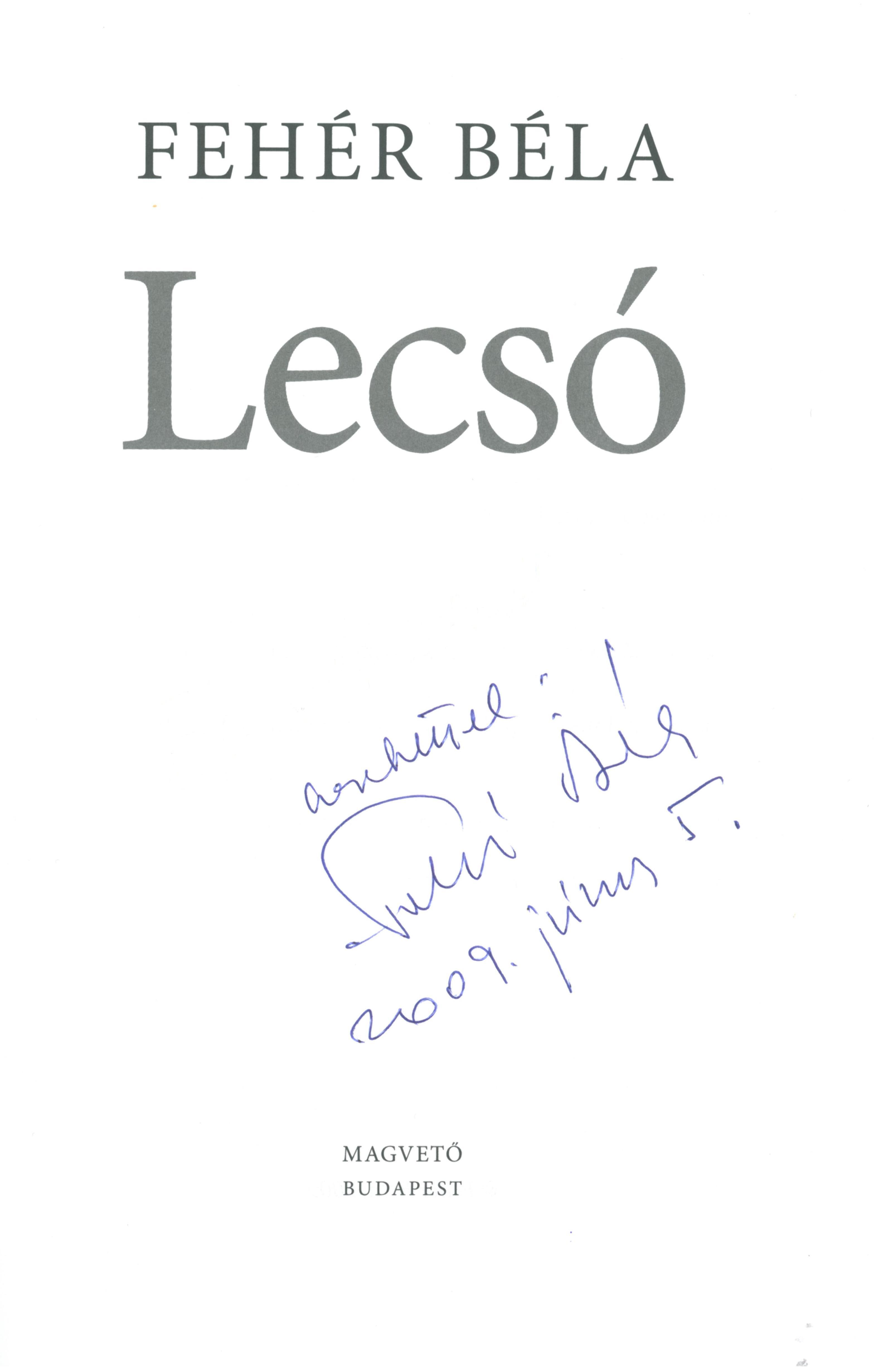
Fehér Béla Lecsó című könyvének dedikált címlapja

- Simonffy András: A világlecsó, 1976
- Csurka István: Kettes kolbász, Szépirodalmi Könyvkiadó, 1980, ISBN 9631515605
- Csaplár Vilmos: Két lecsó, Élet és Irodalom[35]
- Fehér Béla: Lecsó, Magvető, 2009

Egyébként már maga az őrölt fűszerpaprika is megosztja a lecsóbarátokat. Van, aki szerint szükséges, mások szerint felesleges, kesernyéssé teszi a lecsót. Ismerek olyat, aki borssal fűszerez, tejföllel sűrít, és vannak megszállottak, akik péppé főzik a lecsót, aztán kezdik a munkát elölről, és ez a sűrű esszencia képezi majd a lecsó alapját.  Ősi magyar étel, mondják rá. Pedig nem az. Döbbenten látom, hogy A magyar nyelv történeti-etimológiai szótára szerint a lecsó szó nyomtatásban 1940-ben jelent meg először. Utóbb fedeztem fel, hogy az Új Idők 1931-es receptkönyvében már szerepel! A szótár szerint hangutánzó, talán a locsog szó családjába tartozik. Ha az ember kicsit utánanéz, hamar kiderül, hogy bizonyos vidékeken a lecsedék konyhai hulladékot jelent, a lecses, lecskes puhát, nedvdúsat, a lecsma pedig lottyadtat. Talán itt kell keresni a lecsó szó forrásvidékét.
- Krúdy Gyula híres halászlé receptjében is szerepel a lecsó:

Többféle halat tisztítunk meg és vágunk darabokra. Besózzuk. Először a fejet, uszonyokat és gerincet főzzük meg felaprított hagymával két liter vízben. Lassan főzzük 40-50 percig, miközben megszórjuk piros paprikával. Ezután kivesszük az eddig főzötteket és beletesszük a sózott értékes halrészeket és az ikrát. Zöldpaprika, paradicsom, télen 2 kanál lecsó jön még hozzá. Húsz perc múlva tálalhatjuk is.

## Érdekességek

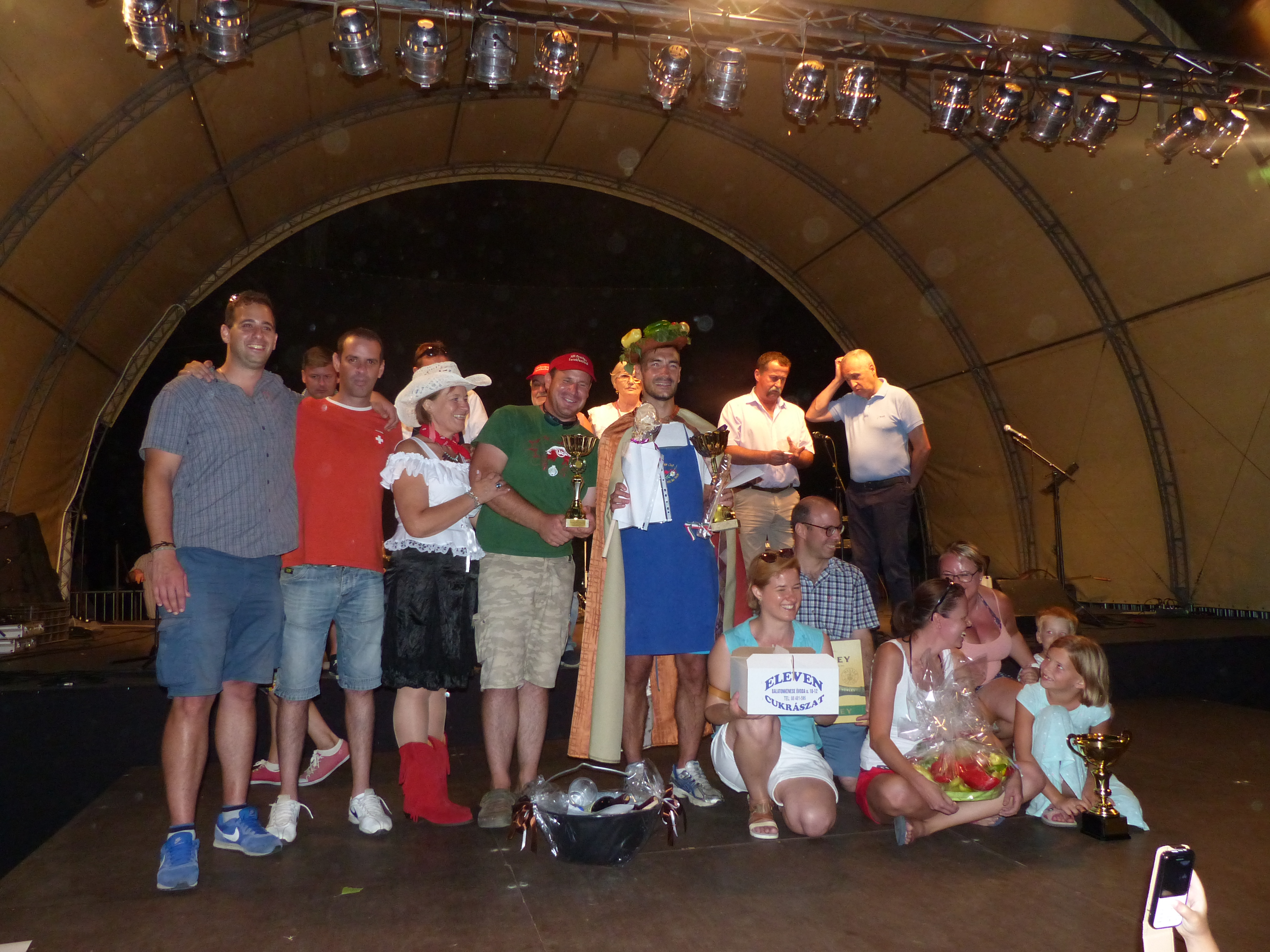
Lecs Go – A Lecsófesztivál nyertes csapata Balatonkenesén, 2017-ben

2009. szeptember 19-én Balkányban sikeres Guinness-rekordkísérlettel megdöntötték a legnagyobb lecsó korábbi 3800 adagos rekordját. A főzéshez egy 2,5 méter átmérőjű, 0,95 méter oldalfal-magasságú hegesztett saválló acél edényt alkalmaznak, melynek számított űrtartalma 4661 liter volt.
Zsámbokon a „Lecsót a keceléből” nevű két napos kulturális, hagyományőrző és gasztronómiai rendezvényen közel 50 bográcsban készül minden évben a lecsó, amit a fesztivál vendégei is megkóstolhatnak. A kecele a helyi népviselet része. Ebbe a köténybe gyűjtötték a kertben a település ősei a lecsóhoz szükséges friss zöldségféléket. 2007-től kezdve a meghívott külföldi főzőszakácsok bemutatójára is sor kerül. Így a rendezvény résztvevői megkóstolhatják a belga, a francia, a szlovák, a szír, a kongói „lecsót” is.
Kodály Zoltán zeneszerző kedvelt étele volt egyfajta tojáspörkölt, ami inkább tojásos lecsó volt. Szalonnán megpirított hagymából, szeletelt paprikából és paradicsomból készült, amit tojással sűrítettek, majd krumplis gombóccal tálaltak.